# 류보비 볼로소바
류보비 미하일로브나 볼로소바(러시아어: Любо́вь Миха́йловна Во́лосова, 1982년 8월 16일~)는 러시아의 레슬링 선수이다. 2012년 하계 올림픽에서 여자 미들급 금메달을 획득했으며 세계 선수권 대회에서 은메달 3개, 동메달 1개, 유럽 선수권 대회에서 금메달 2개, 동메달 1개를 획득했다.